# 원주어리랑 종목
원주어리랑 종목은 강원특별자치도 원주시 개운동에 있다. 2015년 7월 1일 원주시의 향토문화유산 제2015-1호로 지정되었다.

## 지정 사유
원주어리랑은 원주시 향토문화유산으로 그 아리랑의 한부류에 해당한다. 원주어리랑은 원주의 전래민요로서 흥업면 흥업리 일명 자감촌에서 유래되었다.

## 같이 보기
- 원주어리랑보존회(보유단체) - 원주시 향토문화유산 제2016-3호, 2016년 11월 5일 지정
- 원주어리랑 예능보유자 남강연 - 원주시 향토문화유산 제2019-1호, 2019년 12월 2일 지정